# Étangs de la Malloueyre
Malloueyre (vraisemblablement du gascon malhòu, coquille bivalve ronde et striée des zones sablonneuses) est le nom de deux étangs, le petit et le grand, situés sur la commune de Mimizan, dans le département français des Landes.

## Présentation
Le petit et le grand étang de la Malloueyre sont situés dans la « lette de la côte », au pied du cordon dunaire (séparant les eaux salées de l'océan des eaux douces des étangs) et de la forêt domaniale de Mimizan. Le site associe donc dune, forêt des Landes et zones humides, constituant un biotope exceptionnel. Ils sont accessibles par un sentier pédestre de 3,6 km traversant une réserve biologique.

### Historique
Les étangs de la Malloueyre se sont formés au cours du XIXe siècle. Ils sont les vestiges de l'ancien tracé du Courant de Mimizan, dont le débouché (boucau en Gascon) se situait en ces lieux, à plus de trois kilomètres au sud de son emplacement actuel.
En 1825, l'administration des Ponts et chaussées décide d'ériger un cordon dunaire littoral rectiligne allant de la Pointe de Grave à Soulac jusqu'à Bayonne. L'objectif d'une telle entreprise est d'arrêter le sable au plus près de la mer et d'ensemencer les dunes à l'arrière, afin de mettre fin à leurs mouvements incontrôlés et aux inondations que cela provoque. Le cours mouvant et imprévisible du Courant, capable d'ouvrir une brèche de plus de trois kilomètres dans ce dispositif, doit être maîtrisé. Le Préfet tranche la question et décide que sur sa dernière section, il ira tout droit. Or à l'état naturel, le courant cherche toujours à aller vers le sud, c'est une constante de tous les courants landais. Il faut donc redresser et fixer le cours de son embouchure.
Les travaux s'achèvent en 1838 et le Courant est désormais contraint de se jeter en ligne droite dans l'océan sans dériver vers le sud. L'ancien lit du courant, inscrit dans la lette de la Côte (ou lette de Leslurgues), s'assèche progressivement et se comble par l'apport de sable éolien. L'administration peut envisager de stabiliser les dunes à l'arrière du cordon dunaire en plantant la forêt rétro-littorale et de réserver la lette (dépression entre deux dunes) pour le pacage. Bientôt, de l'ancien lit du Courant ne subsistent que deux fosses d'importance inégale, les étangs de la Malloueyre.
Avant cela, jusqu'au XIXe siècle, les mouvements de sables produits sous l'effet du vent posaient d'importants problèmes, rendant difficile la vie dans cette partie des Landes. Des quartiers et des églises furent même engloutis par le déplacement des dunes et des lacs, comme ce fut le cas à Bias, submergé par les eaux de l'étang de Bourg le Vieux. À partir de 1778, le baron Charlevoix de Villiers propose de fixer les dunes du littoral aquitain par une méthode basée sur l'ensemencement en pins maritimes, l'utilité de ces arbres pour limiter le mouvement des sables ayant déjà été remarqué à l'état naturel. Nicolas Brémontier fait réaliser des essais de cette technique.

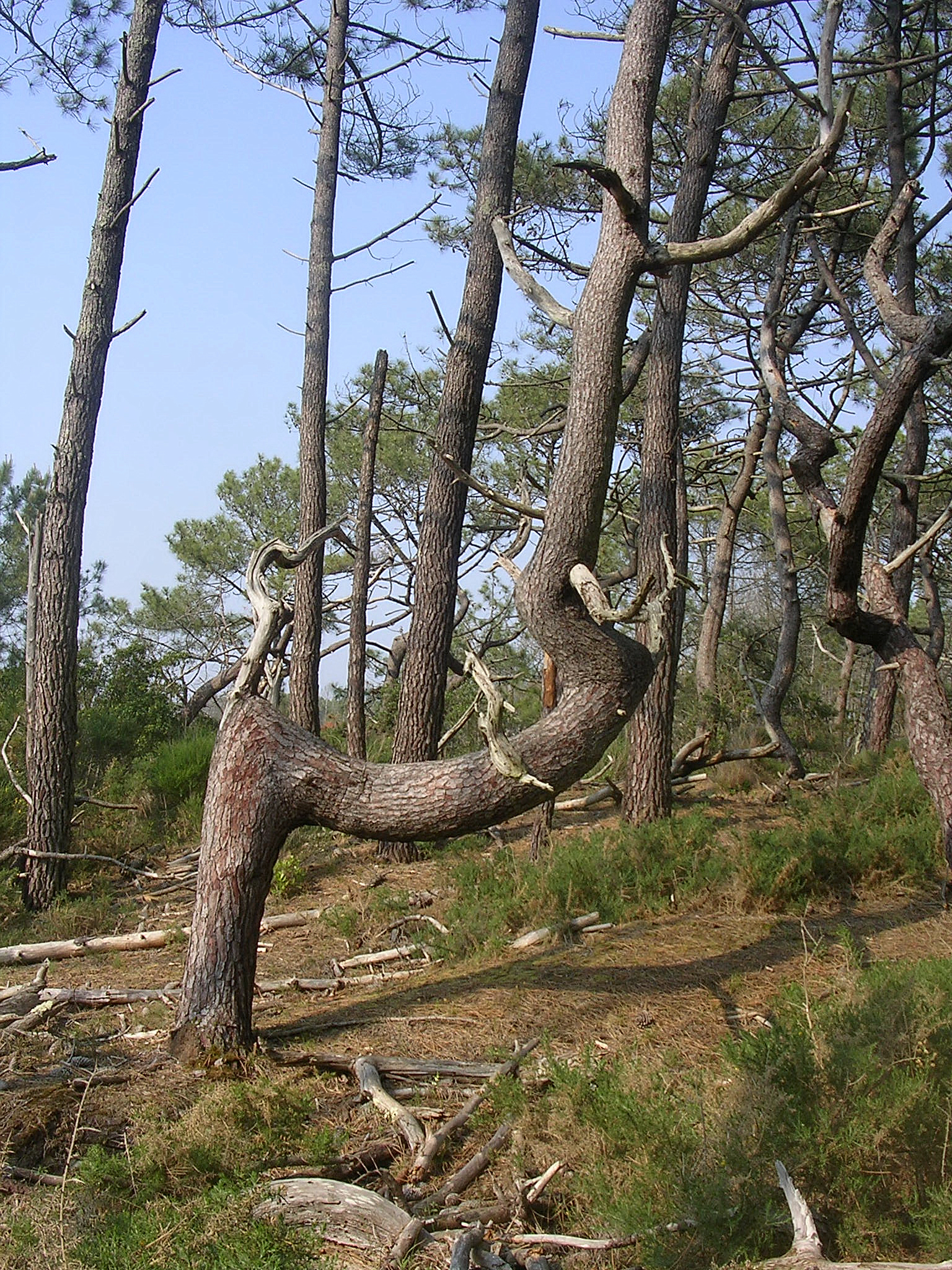
Arbre déformé de la forêt de protection

En 1822, Jean-Sébastien Goury, ingénieur des Ponts-et-Chaussées, conçoit un dispositif permettant de retenir le sable à la source et d'éviter l'ensablement des plantations : une dune rectiligne longeant l'océan. En moins de 70 ans, une dune bordière (ou cordon dunaire) est réalisée et les dunes intérieures sont entièrement fixées par les pins et leur cortège floristique (genêts, ajoncs, etc.). Ainsi, 88 000 hectares de dunes littorales sont boisées de 1802 à 1880.La fixation des dunes littorales marque le départ du grand boisement des Landes.
La forêt littorale, située en contact de la dune bordière, comme c'est le cas sur le site de la Malloueyre, est une « forêt de protection » : son objectif n'est pas de produire du bois mais de protéger, en arrière, la « forêt de production » de l'effet du vent, des embruns et du sable. La violence des vents est rendue visible par l'aspect torturé de certains arbres, formant de véritables sculptures végétales.
Les deux guerres mondiales entraînent l'arrêt de l'entretien. La dégradation est telle qu'entre 1960 et 1980, la dune littorale doit être reprofilée mécaniquement puis replantée. L'Office National des Forêts gère sur les 200 km de dunes, la majorité du littoral aquitain. La végétation dunaire et les travaux d'entretien maintiennent ce dispositif.

### Caractéristiques
Le petit étang de la Malloueyre présente une superficie d’un hectare et une profondeur oscillant entre 1,10 et 1,70 m, en fonction de l’apport des nappes souterraines l’alimentant.
Le grand étang quant à lui présente une surface de deux hectares et une profondeur allant de 0,80 à 1,70 m. Ses eaux sombres sont par endroits couvertes de nénuphars.
Le conduit déversant les eaux usées (mais traitées) des Papeteries de Gascogne dans l’océan passe entre les deux étangs.

## Vue panoramique
Mimizan-Plage : l'océan Atlantique, le cordon dunaire, le petit étang de la Malloueyre enserré dans la forêt domaniale, dite « forêt de protection »

## Intérêt écologique
En France métropolitaine, les zones humides ne couvrent que 3 % du territoire mais hébergent un tiers des espèces végétales remarquables ou menacées, la moitié des espèces d'oiseaux et la totalité des amphibiens et poissons d'eau douce. Ce sont des lieux d'abri, de nourrissage et de reproduction pour de nombreuses espèces, indispensables à la reproduction des batraciens. Elles constituent des étapes migratoires, des lieux de reproduction et d'hivernage pour de nombreuses espèces d'oiseaux. Le site de la Malloueyre est soumis à plusieurs classements reconnaissant la nécessité de protéger cette zone humide, la majorité d’entre elles ayant disparu dans le département à la suite des grands travaux d’assèchement entrepris sous Napoléon III dans le cadre de la loi du 19 juin 1857.

### Classements
Les étangs, inclus dans la forêt domaniale de Mimizan, sont dans le périmètre du site inscrit par arrêté du 16 août 1977 dénommé « Étangs landais nord » au titre de l'intérêt pittoresque d'un grand ensemble paysager. Ils font l'objet d'un inventaire ZNIEFF de type 1 en 1984 et sont dans le périmètre de la réserve de chasse et de faune sauvage créée par l'arrêté préfectoral du 24 juin 1992.
Le site intègre le réseau européen Natura 2000 (proposé comme site d'intérêt communautaire - SIC - en mai 2003) dénommé « Dunes modernes du littoral landais de Mimizan Plage au Vieux Boucau » au titre de la directive Habitat, dont l'objectif est la conservation de la biodiversité en protégeant les habitats (il est en effet plus efficace de protéger un milieu que les seules espèces qu'il abrite).
En droit français, il est classé depuis 2011 réserve biologique dirigée, zone de conservation et de mise en valeur d'espèces animales ou végétales menacées. Cette réserve s'étend sur près de 117 hectares. Elle est constituée d'une mosaïque de milieux naturels, intégrant les deux étangs, des prairies humides, des mares, des dunes et la forêt de pins maritimes (pignada, en gascon). Cette réserve biologique dirigée est gérée par l'Office national des forêts, qui inventorie les espèces faunistiques et floristiques, améliore la connaissance des écosystèmes dunaires et d'arrière-dunes. Des travaux sylvicoles doux et des travaux de génie écologique y sont menés.

### Espèces protégées
Plus de cent espèces végétales sont dénombrées sur le site « Dunes modernes du littoral landais de Mimizan Plage au Vieux Boucau » (œillet de France, panicaut maritime, corema alba), parmi lesquelles huit sont endémiques, cinq sont protégées sur le plan national et deux sur le plan régional.
Plus de dix espèces animales (cistude, loutre d'Europe, vison d'Europe) représentant un fort enjeu patrimonial sont recensées. Les autres espèces présentes sont l'aigrette garzette, le héron cendré, l'échasse blanche, le grand cormoran, le martin pêcheur, la bergeronnette grise, la foulque macroule, le canard colvert, la couleuvre à collier, et aussi le lézard ocellé.
On dénombre enfin quatorze habitats naturels d'intérêt communautaire et deux prioritaires (au sens Natura 2000).

## Galerie

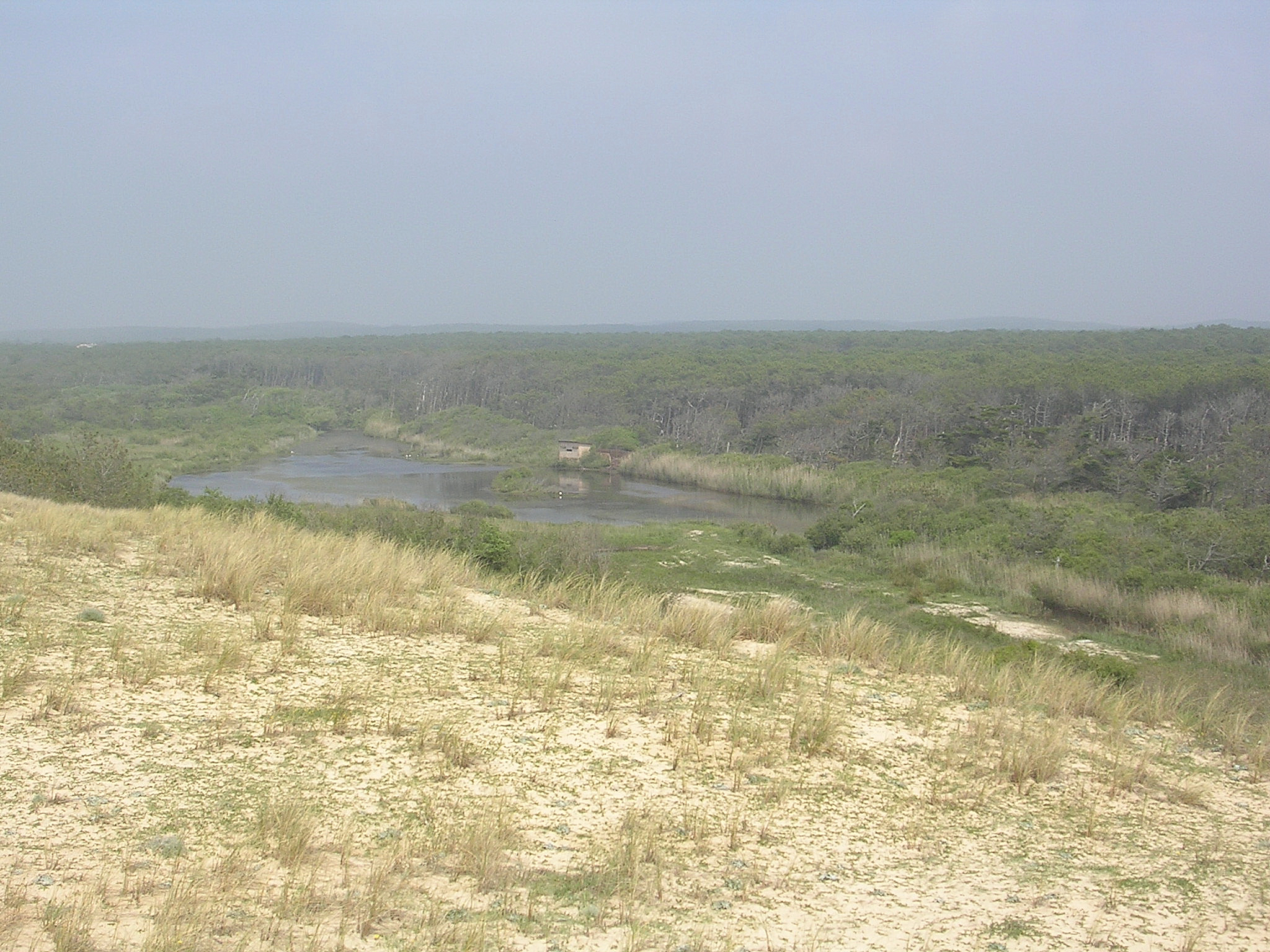
Petit étang de la Malloueyre en direction du nord, vu de l'observatoire sur la dune
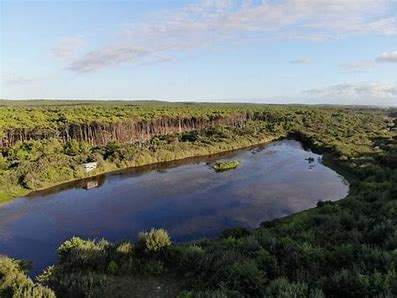
Petit étang de la Malloueyre, en direction du sud
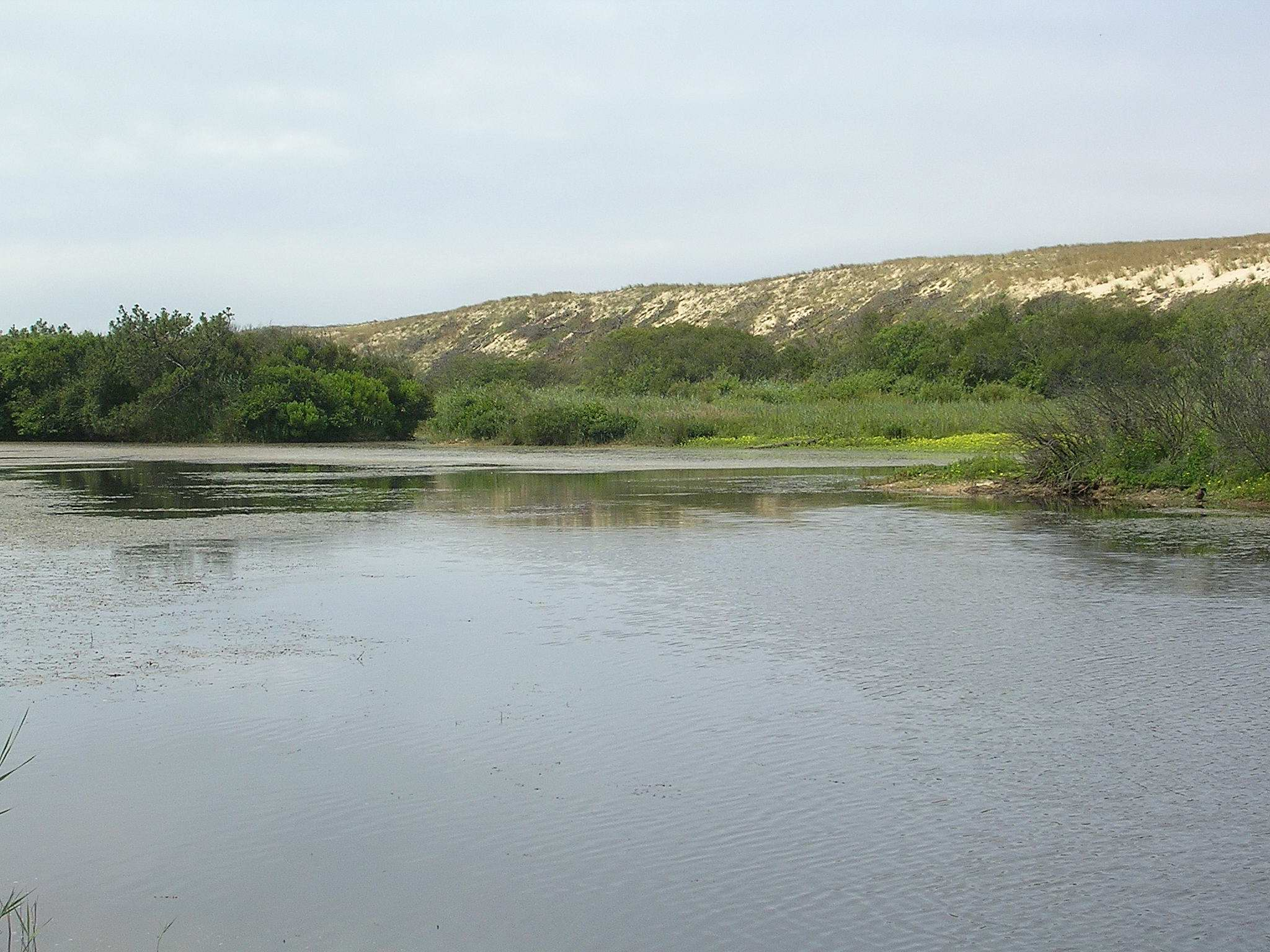
Étang au pied du cordon dunaire, vu de l'observatoire
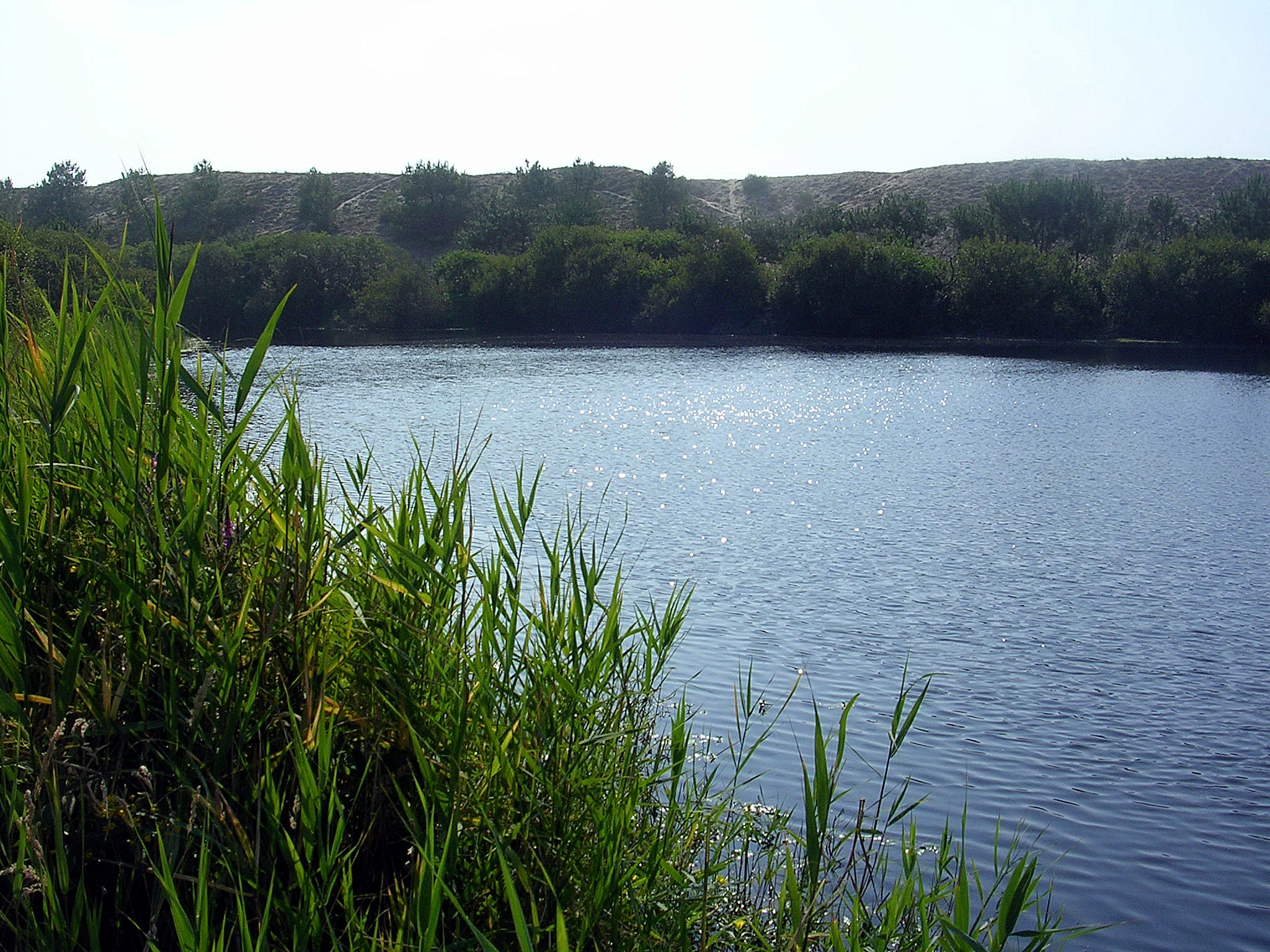
Petit étang de la Malloueyre
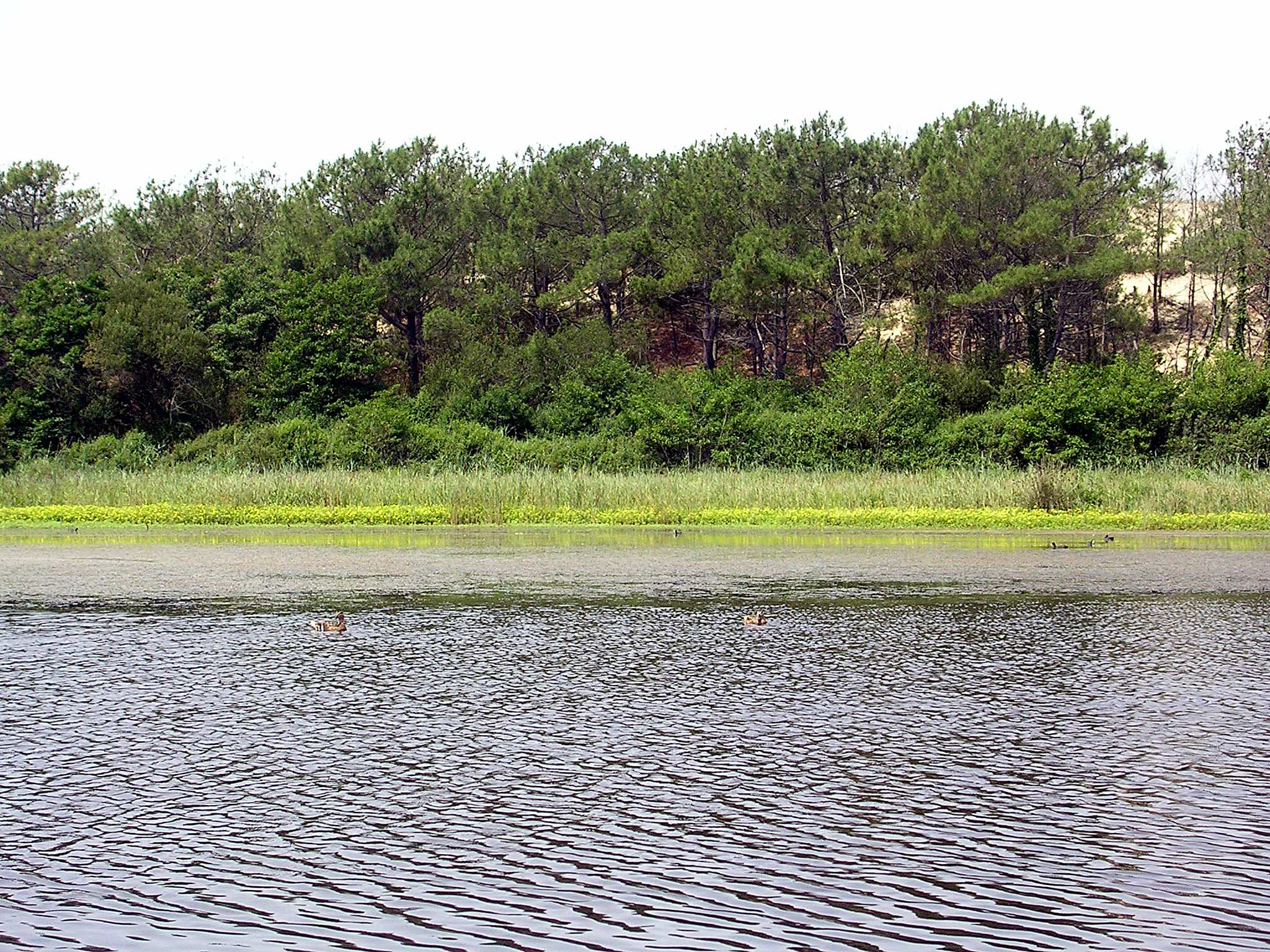
Petit étang de la Malloueyre